# Jul hos mig
Jul hos mig, som innehåller fem duetter, släpptes den 11 november 2009 och är Lotta Engbergs första julalbum. Albumet placerade sig som högst på andra plats på den svenska albumlistan, och sålde guldskiva .
Melodin "Äntligen december" testades för Svensktoppen, och lyckades den 13 december 2009 ta sig in på listan . Veckan därpå var låten utslagen .

## Låtlista
| Nr                     | Titel                                                       | Låtskrivare                                           | Längd |
| ---------------------- | ----------------------------------------------------------- | ----------------------------------------------------- | ----- |
| 1.                     | "Vår vackra vita vintervärld (Winter Wonderland)"           | Felix Bernard, Dick Smith, Lars Green                 | 2.21  |
| 2.                     | "En julsaga (Fairytale of New York), duett med Sven Wollter | Shane MacGowan, Jem Finer, Marie Nilsson, Per Persson | 4.33  |
| 3.                     | "Himlen kom ner" ("Himmel på jord")                         | Amund Enger, Jan Vincent Johanessen, Dan Attlerud     | 3.33  |
| 4.                     | "Baby, It's Cold Outside", duett med Alexander Rybak        | Frank Loesser                                         | 3.07  |
| 5.                     | "Snön"                                                      | Bobby Ljunggren, Sonja Aldén                          | 3.52  |
| 6.                     | "Julen för mig", duett med Nordman                          | Mats Wester, Dan Attlerud                             | 3.13  |
| 7.                     | "Äntligen december"                                         | Lars Forsberg, Sven-Inge Sjöberg, Lennart Wastesson   | 3.28  |
| 8.                     | "Silver Bells", duett med Jill Johnson                      | Jay Livigston, Raymond Evans                          | 3.14  |
| 9.                     | "Who Would Imagine a King"                                  | Merwyn Warren, Hallerin Hill                          | 3.01  |
| 10.                    | "Julen är här" (Rockin' Around the Christmas Tree)          | John Marks, Keith Almgren                             | 2.10  |
| 11.                    | "Blue Christmas", duett med Christer Sjögren                | Bill Hayes, Jay Johnson                               | 3.52  |
| 12.                    | "Vid julen är vi alla barn"                                 | Kristian Lagerström, Anders Dannvik                   | 3.04  |
| 13.                    | "The Christmas Song"                                        | Robert Wells, Mel Tormé                               | 4.17  |
| 14. ("dolt" bonusspår) | "Tomten", Sven Wollter läser                                | Viktor Rydberg                                        | 5.12  |

## Medverkande
- Jörgen Ingeström - Keyboards, gitarrer och programmering (alla låtar utom "Julen för mig)
- Bo Reimer - programmering (alla låtar utom "Julen för mig)
- Johan Franzon - trummor (alla låtar utom "Julen för mig)
- Ove Andersson - bas (alla låtar utom "Julen för mig)

- Britt Bergström - kör (spår 1, 3, 5, 7, 10, 11, 12)
- Johan Alenius - tenorsax (spår 1, 7, 12), saxofonsolo (spår 10, 13)
- Anders Sjögren - altsax och barytonsax (spår 1, 7, 12)
- Mikael Andefjärd - trombon (spår 1, 7, 12)
- Hans Dyvik - trombon (spår 1, 7, 12)
- Mats Wester - nyckelharpa och keyboards (spår 6)
- Roger Tallroth - gitarr (spår 6)
- Micke Marin - viola (spår 6)
- Göran Månsson - flöjt (spår 6)
- Mattias Johansson - violin (spår 4)
- David Bukovinszky - cello (spår 4)
- Lovisa Hübinette, Clara Hübinette, Moa Wester, Anna Rohlin Larsson, och Klara Motakefi - kör (spår 6)

## Listplaceringar
| Lista (2009-2010) | Topplacering |
| ----------------- | ------------ |
| Sverige           | 2            |